# Барково (Самарская область)
Барково — железнодорожный разъезд (населённый пункт) в Клявлинском районе Самарской области России. Входит в состав сельского поселения станция Клявлино.

## География
Находится в северо-восточной части Самарской области, в пределах Высокого Заволжья, в лесостепной зоне, при железнодорожной линии Инза — Чишмы I, на расстоянии примерно 5 километров (по прямой) к юго-западу от Клявлина, административного центра района. Абсолютная высота — 242 метра над уровнем моря.
Климат
Климат характеризуется как умеренно континентальный, с холодной малоснежной зимой и жарким сухим летом. Среднегодовая температура воздуха — 3,1 °С. Средняя температура воздуха самого тёплого месяца (июля) — 19,2 °C (абсолютный максимум — 37 °C); самого холодного (января) — −13,3 °C (абсолютный минимум — −46 °C). Среднегодовое количество атмосферных осадков составляет 646 мм, из которых 395 мм выпадает в период с апреля по октябрь. Снежный покров держится в течение 163 дней.
Часовой пояс
Барково, как и вся Самарская область, находится в часовой зоне МСК+1. Смещение применяемого времени относительно UTC составляет +4:00.

## Население
| 2010 |
| ---- |
| 0    |